# マイケル・バコール
マイケル・バコール（Michael Bacall, 1973年 - ）は、アメリカ合衆国の俳優・脚本家。幼少期から俳優としてテレビや映画に出演。2000年代に入ってからは脚本家としての活動も開始する。

## フィルモグラフィ

### 出演
- 新刑事コロンボ Columbo、Tommy 「汚れた超能力、トミー」COLUMBO GOES TO THE GUILLOTINE（1989)
- ウィンター・テイル Wait Until Spring, Bandini (1989)
- フリー・ウィリー Free Willy (1993)
- バフィー 〜恋する十字架〜 Buffy the Vampire Slayer - 「死体を蘇らせろ」 Some Assembly Required (1997)
- ルール2 Urban Legends: Final Cut (2000)
- Manic (2001)
- アンダートウ 決死の逃亡 Undertow (2004)
- グラインドハウス Grindhouse (2007) - 「デス・プルーフ」 Death Proof (2007)
- イングロリアス・バスターズ Inglourious Basterds (2009)
- ジャンゴ 繋がれざる者 Django Unchained (2012)

### 脚本
- Manic (2000)
- Bookies (2003)
- スコット・ピルグリムVS.邪悪な元カレ軍団 Scott Pilgrim vs. the World (2010)
- 21ジャンプストリート 21 Jump Street (2012) 原案・脚本
- 22ジャンプストリート 22 Jump Street (2014) 原案・脚本
- ランニング・マン The Running Man (2025) 脚本